# Wojtek Urbański
Wojciech Urbański (ur. 4 października 1986 w Warszawie) – kompozytor, producent muzyczny i aranżer. Laureat Fryderyka 2022 za płytę „4GET” zespołu Rysy. Laureat nagrody Polska Ścieżka Dźwiękowa Roku na Festiwalu Muzyki Filmowej 2022 za muzykę do filmu „Hiacynt”. Dyrektor muzyczny Gali Bestsellerów Empiku 2021 oraz koncertu „Razem z Ukrainą”. Wraz z zespołem Dyspensa odpowiadał za produkcję muzyczną koncertu Quebonafide „Akt II | Ostatni Koncert” na Stadionie Narodowym. Autor muzyki do śląskiej ekspozycji w Polskim Pawilonie EXPO w Dubaju. Twórca muzyki filmowej stale współpracujący z platformą Netflix. Producent i aranżer nagrań takich jak „Ostatni – Rojst97” i „Oczko w głowie” Tymka czy „Zabierz tę Miłość” Julii Wieniawy i Macieja Musiałowskiego. Wyprodukował albumy „Mogło być nic” Kwiatu Jabłoni oraz album „Odrodzenie” Tymka.
Swoje pierwsze sukcesy na arenie międzynarodowej odniósł w 2025 roku, kiedy oficjalnie ogłosił współpracę z francuskim influencerem i pianistą Emilio Piano. W ich wspólnym repertuarze znajdują się m.in. utwory stworzone we współpracy z francuską wokalistką Lucie oraz libańsko-francuskim trębaczem Ibrahimem Maaloufem.
Stworzył muzykę m.in. do seriali „Aniela”, „Infamia", „Ultraviolet” (reż. Jan Komasa), „Rysa”, „Układ”, "Porządny Człowiek" oraz do filmów „Hiacynt” (reż. Piotr Domalewski), "Lewandowski Nieznany" czy "Fanfik".
Współzałożyciel wytwórni Dyspensa Records.

## Koncerty z zespołem

### Quebonafide „Akt II. Ostatni koncert”
„Akt II. Ostatni koncert” to symboliczne zamknięcie pewnego etapu. Quebonafide ostatni raz stanął na scenie, by podsumować swoją artystyczną podróż i pożegnać się z publicznością w wielkim stylu. To multimedialne wydarzenie ze starannie dopracowaną scenografią i oprawą wizualną, pełne kontrastów skrajności i metafor. Wojciech Urbański wraz z zespołem Dyspensy odpowiedzialny był za produkcję muzyczną wydarzenia, które zgromadziło łącznie ponad 120 000 osób na Stadionie Narodowym w Warszawie. Na koncercie gościnnie pojawili się m.in. Sobel, Mata, Oki, Kuban, Sokół czy Kukon.

### BBC "Usłysz Planetę" 2024
Wydarzenie zainspirowane premierą trzeciej części serii BBC Earth „Planeta Ziemia” to próba połączenia kreatywności człowieka z pięknem płynącym z natury. Dzięki artystycznej kompozycji obrazów i dźwięków publiczność mogła doświadczyć bliskości dzikiej przyrody i poddać refleksji swoją rolę w otaczającym nas świecie. Z Urbański Orkiestra na scenie wystąpili chociażby Natalia Przybysz, Anita Lipnicka czy Błażej Król.

### Trasa „Tribute to Krzysztof Krawczyk. Urbański Orkiestra i goście” na Męskim Graniu 2022
Trasa „Tribute to Krzysztof Krawczyk. Urbański Orkiestra i Goście” odbyta podczas Męskiego Grania 2022 to muzyczny hołd oddany niekwestionowanej ikonie polskiej sceny rozrywkowej – Krzysztofowi Krawczykowi. Pieczę nad muzyczną częścią przedsięwzięcia sprawował Wojtek Urbański. Koncerty z trasy odbyły się w trzech miastach – Katowicach (08.07.2022), Wrocławiu (22.07.2022) oraz Żywcu (27.08.2022). Zwieńczeniem projektu była płyta „Tribute to Krzysztof Krawczyk. Urbański Orkiestra i goście” wydana na CD oraz specjalnym różowym winylu.

### OFF Camera 2022
Podczas Gali Zamknięcia Festiwalu Mastercard OFF Camera (7 maja 2022 roku) Wojtek Urbański wraz z zespołem oddał muzyczny hołd wybitnemu polskiemu kompozytorowi Andrzejowi Korzyńskiemu, który zmarł 18 kwietnia 2022 roku. Muzycy zagrali jego najpopularniejsze utwory oraz tematy filmowe.

### Koncert „Razem z Ukrainą”
Koncert charytatywny „Razem z Ukrainą” odbył się 20 marca 2022 roku na łódzkiej Atlas Arenie. Cały dochód ze sprzedaży biletów przekazany został na rzecz Polskiej Akcji Humanitarnej, prowadzącej szeroko zakrojone działania pomocowe na Ukrainie. W czasie koncertu wystąpili znani polscy i ukraińscy artyści, a transmisja odbyła się w stacji TVN oraz w kilkudziesięciu krajach świata. Dyrektorem muzycznym wydarzenia był Wojtek Urbański, które specjalnie na ten koncert przygotował nowe aranżacja współczesnych utworów oraz tych, które zapisane są w historii polskiej i ukraińskiej muzyki.
Do projektu włączyli się również wybitni polscy aktorzy – m.in. Maja Komorowska, Danuta Stenka, Vanessa Aleksander, Andrzej Seweryn, którzy swoimi występami dopełnili część muzyczną wydarzenia. Koncert poprowadzili Alina Makarczuk i Marcin Prokop. Projekt realizowany był we współpracy z Teatrem Polskim w Warszawie. Wszyscy artyści zaangażowani w projekt zrzekli się honorariów.

### Bestsellery Empiku 2021
Bestsellery Empiku 2021 odbyły się 15 lutego 2022 roku. Dyrektorem muzycznym gali został Wojtek Urbański, który specjalnie na to wydarzenie stworzył nowe interpretacje i remiksy znanych utworów, do których zaprosił ulubieńców polskiej publiczności i połączył ich w międzypokoleniowe duety. Wydarzenie poprowadził Marcin Prokop.

## Nagrody i wyróżnienia
| Rok  | Konkurs                        | Kategoria                          | Tytułem                     | Rezultat   |
| ---- | ------------------------------ | ---------------------------------- | --------------------------- | ---------- |
| 2024 | Festiwal Muzyki Filmowej 2024  | Polska Ścieżka Dźwiękowa Roku 2023 | Muzyka do serialu „Infamia” | Nominacja  |
| 2024 | Munoludy 2023                  | DJ Roku Elektronika Polska         | Rysy                        | 2. miejsce |
| 2022 | Festiwal Muzyki Filmowej 2022  | Polska Ścieżka Dźwiękowa Roku 2021 | Muzyka do filmu „Hiacynt”   | Wygrana    |
| 2022 | Fryderyki 2022                 | Album Roku Elektronika             | Rysy „4GET”                 | Wygrana    |
| 2022 | Berlin Music Video Awards 2022 | Best Narrative                     | Teledysk do utworu „Kilo”   | Nominacja  |
| 2021 | Munoludy 2021                  | Zespół Roku Polska 2021            | Rysy                        | Wygrana    |
| 2021 | Munoludy 2021                  | Utwór Roku Polska 2021             | Rysy „4GET”                 | Wygrana    |
| 2019 | Fryderyki 2019                 | Muzyka Filmowa i Ilustracyjna      | „Ultraviolet OST”           | Nominacja  |
| 2017 | Berlin Music Video Awards 2017 | –                                  | Teledysk do utworu „Father” | Nominacja  |
| 2016 | Fryderyki 2016                 | Fonograficzny Debiut Roku          | Rysy                        | Nominacja  |
| 2016 | Nocne Marki 2015               | Zespół Roku                        | Rysy                        | Wygrana    |
| 2016 | Munoludy 2015                  | Odkrycie Roku                      | Rysy                        | Wygrana    |

## Dyskografia

### Albumy studyjne
| Rok  | Tytuł                                        | Wykonawca                            | Wydawca           | Najwyższa pozycja na liście OLiS | Sprzedaż | Certyfikat |
| ---- | -------------------------------------------- | ------------------------------------ | ----------------- | -------------------------------- | -------- | ---------- |
| 2025 | Aniela (Ścieżka dźwiękowa z serialu Netflix) | Wojciech Urbański, Łukasz Palkiewicz | Netflix Music     | –                                | –        | –          |
| 2023 | Infamia (Muzyka z serialu Netflix)           | Zofia Jastrzębska, Wojciech Urbański | Netflix Music     | –                                | –        | –          |
| 2023 | Fanfic OST                                   | Wojciech Urbański                    | Dyspensa Records  | –                                | –        | –          |
| 2023 | Everdome (Original Metaverse Soundtrack)     | Wojciech Urbański                    | Dyspensa Records  | –                                | –        | –          |
| 2022 | Tribute to Krzysztof Krawczyk                | Urbański Orkiestra                   | Sony Music Poland | 6                                | –        | –          |
| 2022 | Odrodzenie                                   | Tymek, Urbanski                      | Kayax             | 19                               | –        | –          |
| 2021 | 4GET                                         | Rysy                                 | Dyspensa Records  | –                                | –        | –          |
| 2021 | Rysa OST                                     | Wojciech Urbański                    | U Know Me Records | –                                | –        | –          |
| 2018 | Ultraviolet OST                              | Wojciech Urbański                    | U Know Me Records | –                                | –        | –          |
| 2017 | Selected Works                               | Urbanski                             | U Know Me Records | –                                | –        | –          |
| 2015 | Traveler                                     | Rysy                                 | U Know Me Records | –                                | _        | _          |
| 2007 | EP Violet Violin                             | Urbanski                             | Compost Records   | –                                | _        | _          |

### Wybrane single jako producent i współkompozytor
| Rok  | Tytuł                             | Wykonawca                          |
| ---- | --------------------------------- | ---------------------------------- |
| 2025 | Cascades                          | Emilio Piano, Ibrahim Maalouf      |
| 2025 | Maison                            | Emilio Piano, Lucie                |
| 2024 | List (Rojst Millenium \| Netflix) | Brodka, Jann, Urbanski             |
| 2022 | Jeden Świat                       | Pezet, Natalia Szroeder, Urbanski  |
| 2021 | Ostatni (Rojst '97\| Netflix)     | Tymek, Brodka, Urbanski            |
| 2021 | Zabierz tę miłość                 | Maciej Musiałowski, Julia Wieniawa |
| 2021 | Sophia Loren                      | Tymek                              |
| 2020 | Oczko w głowie                    | Tymek, Kuba Karaś, Urbanski        |
| 2020 | SMRC                              | Julia Wieniawa, Urbanski           |
| 2018 | Nie muszę                         | Julia Wieniawa                     |
| 2017 | Ultraviolet                       | Urbanski, Justyna Święs            |

## Filmografia
| Rok  | Tytuł                   | Produkcja                       | Uwagi                              |
| ---- | ----------------------- | ------------------------------- | ---------------------------------- |
| 2025 | Aniela                  | Polski Instytut Sztuki Filmowej | Współpraca z Łukaszem Palkiewiczem |
| 2025 | Porządny Człowiek       | TVN Warner Bros. Discovery      | Współpraca z Pawłem Lucewiczem     |
| 2024 | Będziemy mieszkać razem | MTL Maxfilm / TVP               |                                    |
| 2023 | Infamia                 | Watchout Studio                 | Muzyka hip-hopowa w serialu        |
| 2023 | Jesteśmy idealni        | Orphan Studio                   |                                    |
| 2023 | Fanfik                  | Orphan Studio                   |                                    |
| 2023 | Lewandowski Nieznany    | Papaya Films                    | Współpraca z Łukaszem Palkiewiczem |
| 2021 | Hiacynt                 | Shipsboy                        |                                    |
| 2021 | Układ                   | Endemol Shine Polska            |                                    |
| 2021 | Rysa                    | Endemol Shine Polska            |                                    |
| 2019 | Ultraviolet 2.0         | AXN / Opus film                 | Współpraca z Michałem Bąkiem       |
| 2017 | Ultraviolet 1.0         | AXN / Opus film                 |                                    |

## Spektakle teatralne
| Rok  | Miejsce                              | Tytuł                      | Reżyseria            | Uwagi                            |
| ---- | ------------------------------------ | -------------------------- | -------------------- | -------------------------------- |
| 2021 | Teatr Dramatyczny w Warszawie        | "Pułapka"                  | Wojciech Urbański    |                                  |
| 2019 | Wrocławski Teatr Pantomimy           | „Where do we go from here” | Ewelina Marciniak    | wspólnie ze Stefanem Wesołowskim |
| 2019 | Wrocławski Teatr Współczesny         | „Magnolia"                 | Krzysztof Skonieczny |                                  |
| 2019 | Teatr Ateneum w Warszawie            | „Łowca”                    | Wojciech Urbański    | wspólnie z Michałem Bąkiem       |
| 2018 | Teatr Collegium Nobillum w Warszawie | „Iluzje”                   | Wojciech Urbański    |                                  |
| 2018 | Teatr Rozrywki w Chorzowie           | „Stańczyk. Musical”        | Ewelina Marciniak    |                                  |
| 2016 | Teatr Wybrzeże w Gdańsku             | „Mapa i Terytorium”        | Ewelina Marciniak    | wspólnie z Justyną Święs         |
| 2015 | Teatr Nowy w Poznaniu                | "Versus"                   | Jędrzej Piaskowski   |                                  |
| 2015 | Teatr Powszechny w Warszawie         | „Księgi Jakubowe”          | Ewelina Marciniak    | wspólnie z Barbarą Derlak        |